# Wagla
Wagla (nep. वाग्ला) – gaun wikas samiti w zachodniej części Nepalu w strefie Lumbini w dystrykcie Gulmi. Według nepalskiego spisu powszechnego z 2001 roku liczył on 764 gospodarstw domowych i 3815 mieszkańców (2056 kobiet i 1759 mężczyzn).